# 阿爾利特省
18°44′13″N 7°23′07″E / 18.73694°N 7.38528°E

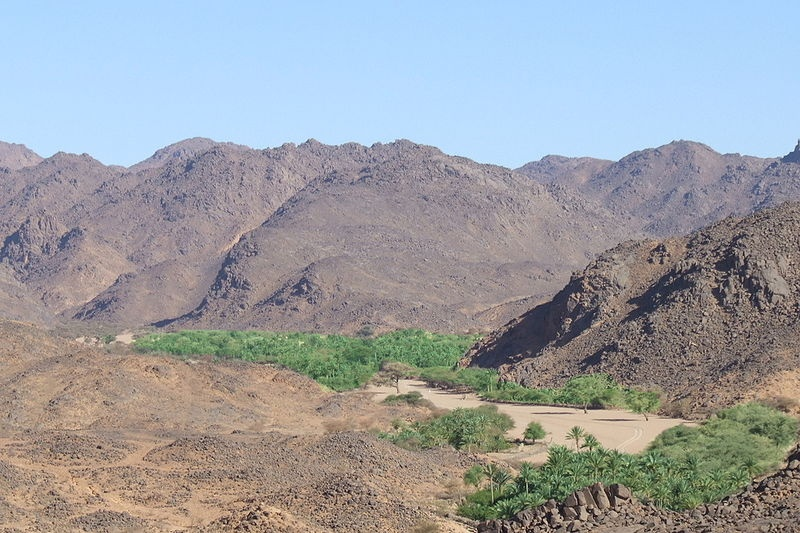

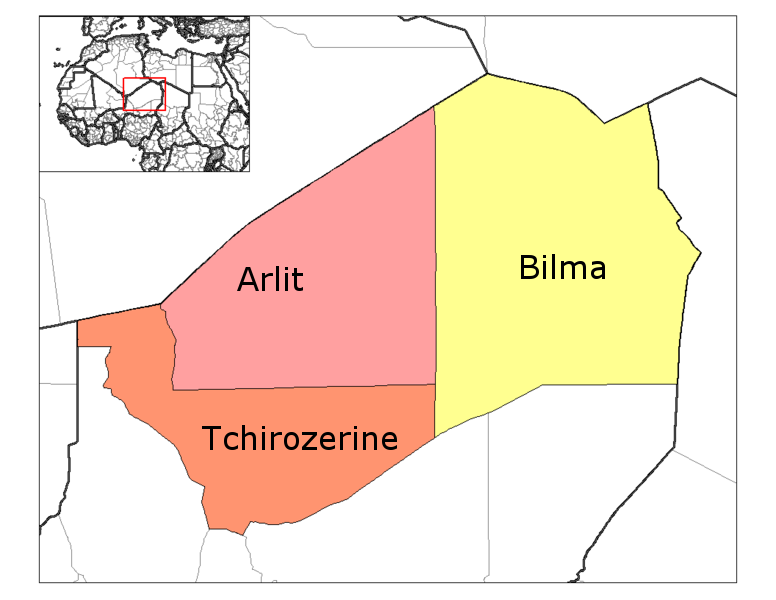

阿爾利特省（法語：Arlit），是尼日爾的省份，位於該國北部，由阿加德茲大區負責管轄，北面是比爾馬省，面積216,744平方公里，2012年人口105,025，人口密度每平方公里0.48人。